# George Charles Champion
George Charles Champion (Walworth, Londen, 29 april 1851 – Londen, 8 augustus 1927) was een Engels entomoloog.
Champion werd geboren in Londen, in 1851 als oudste zoon van George Champion. Hij begon met het verzamelen van insecten op 16-jarige leeftijd. Hij was gespecialiseerd in kevers (Coleoptera) en werd gevraagd als verzamelaar te werken voor Frederick DuCane Godman en Osbert Salvin die werkten aan hun grote werk Biologia Centrali-Americana. Champion verliet Engeland in 1879 om insecten te gaan verzamelen in Guatemala, in 1883 keerde hij terug naar zijn geboorteland met 15.000 insectensoorten. Hij schreef mee aan de Biologia Centrali-Americana en werkte aan de delen over Heteromera, Elateridae (kniptorren), Dascillidae (withaarkevers), Cassidinae (schildpadkevers) en Curculionidae (snuitkevers). Hij beschreef hierbij meer dan 4000 soorten, nieuw voor de wetenschap.
Zijn collectie telde meer dan 150.000 kevers waaronder een groot aantal types, en bevindt zich gedeeltelijk in het Natural History Museum in Londen en is verder verdeeld over andere grote collecties, zoals die van het Hope Department of Entomology van Oxford.
- Gemeinsame Normdatei: 1089823649
- International Standard Name Identifier: 0000 0000 4765 8329
- Library of Congress Control Number: no2007090585
- Nederlandse Thesaurus van Auteursnamen: 154174017
- Réseau des bibliothèques de Suisse occidentale: 02-A003094073
- Virtual International Authority File: 78562388
- WorldCat: E39PBJcwxB7VfYfb7vqTMHVjYP